# Vencel Bíró

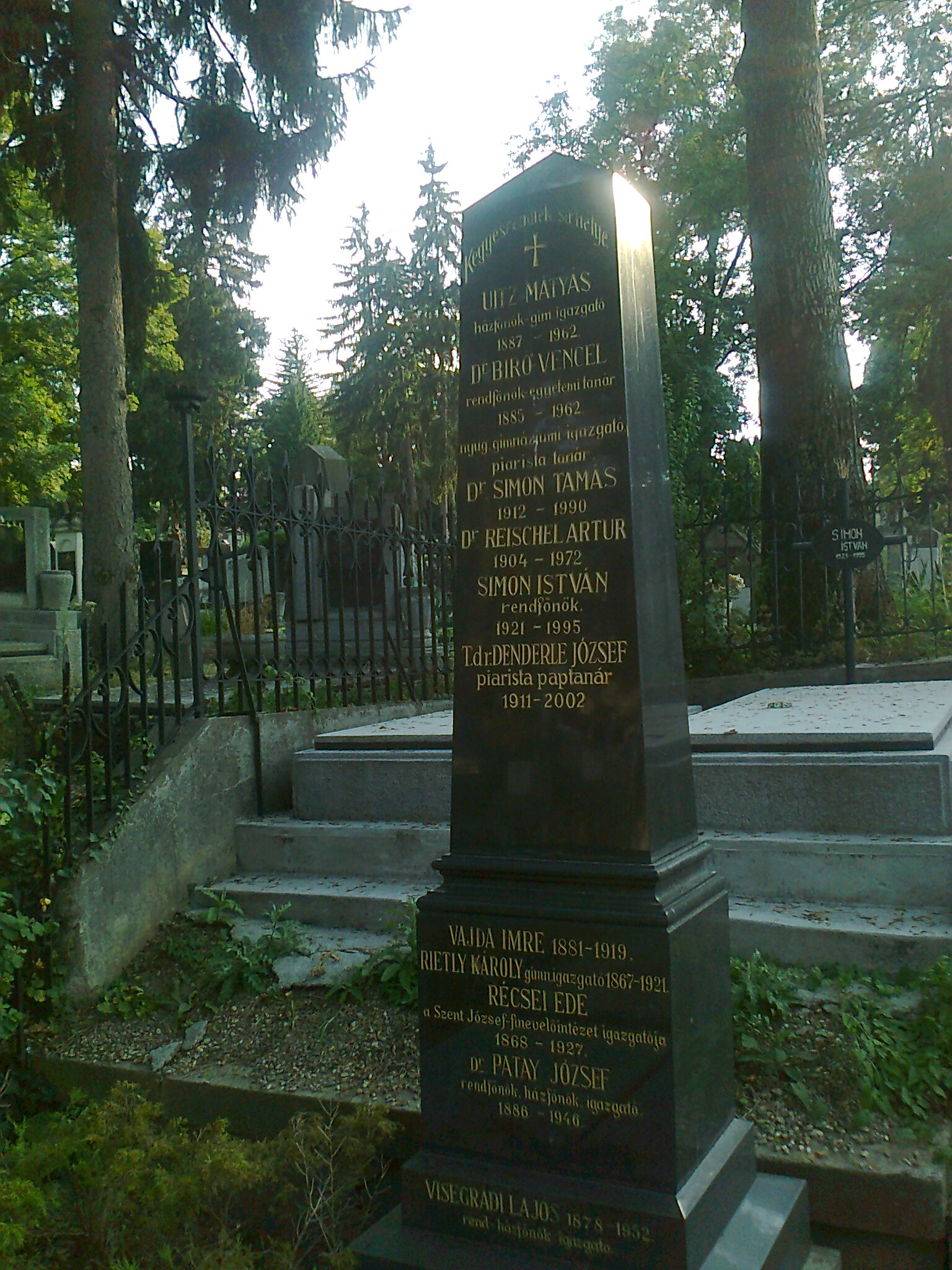
Mormântul său din Cimitirul Hajongard din Cluj

Vencel Bíró (n. 9 august 1885, Vértessomló, Districtul Tatabánya, Komárom-Esztergom, Ungaria – d. 2 decembrie 1962, Cluj, România) a fost un călugăr piarist cu merite în domeniul istoriei ecleziastice a Transilvaniei.

## Scrieri
- Forgách Ferenc mint történetíró 1540–1572. Kolozsvár, 1908
- Az erdélyi fejedelmi hatalom fejlődése. 1542–1690, Kolozsvár, 1910
- Az erdélyi fejedelem jogköre 1571-1690, Kolozsvár, 1912
- Erdély követei a portán. Kolozsvár, 1921
- Az erdélyi katolicizmus múltja és jelene. Kolozsvár, 1925
- A kolozsvári róm. kat. főgimnázium története. Kolozsvár, 1926
- Bethlen Gábor és az erdélyi katolicizmus, Kolozsvár, 1929
- A kolozsmonostori belső jezsuita rendház iskola Bethlen és a Rákóczi fejedelmek idejében, Kolozsvár, 1931
- A kolozsvári piarista templom alapítása, Kolozsvár, 1932
- Altorjai gróf Apor István és kora. Kolozsvár, 1935
- Báthory István fejedelem, Kolozsvár, 1935
- A Báthory–Apor Szeminárium története [Istoria Seminarului Báthory–Apor], Kolozsvár, 1935
- Képek Erdély múltjából, Kolozsvár, 1937
- Székhelyi Mailáth G. Károly, Kolozsvár, 1940
- Erdélyi katolikus nagyok. Kolozsvár, 1941.
- Gróf Batthyány Ignác. (1741–1798). Kolozsvár, 1941
- Grófy Zichy Domonkos Erdélyben. Kolozsvár, 1942.
- Erdély története. Kolozsvár, 1944
- Az erdélyi udvarház gazdasági szerepe a XVII. század második felében. Kolozsvár, 1945
- A kolozsvári jezsuita egyetem szervezete és építkezése a XVIII. században. Kolozsvár, 1945
- A kegyesrend Beszterczén. Kolozsvár, 1948.